# Liquigas 2008
Questa voce raccoglie le informazioni riguardanti la Liquigas nelle competizioni ufficiali della stagione 2008.

## Stagione
Avendo licenza da UCI ProTeam, la squadra ciclistica italiana aveva diritto di partecipare alle gare del circuito UCI ProTour 2008, oltre a quelle dei circuiti continentali UCI.
Danilo Di Luca, leader della squadra dal 2005, passò alla LPR Brakes e durante la stagione emerse il ceco Roman Kreuziger, che vinse a 22 anni il Tour de Suisse. Finì secondo al Tour de Romandie e si classificò quarto nella classifica individuale ProTour. Lo sprinter Daniele Bennati, nonostante degli acciacchi fisici, riuscì ad imporsi nella classifica a punti del Giro d'Italia. La squadra terminò la stagione al quarto posto della classifica a squadre.
La fine della stagione vide il ritorno alle corse di Ivan Basso, dopo i due anni di sospensione.

## Organico

### Staff tecnico
TM=Team Manager; DS=Direttore Sportivo.
|  | Naz.              | Ruolo | Sportivo        |  |  |  |
|  | ----------------- | ----- | --------------- |  |  |  |
|  | Italia (bandiera) | TM    | Roberto Amadio  |  |  |  |
|  | Italia (bandiera) | DS    | Mario Chiesa    |  |  |  |
|  | Italia (bandiera) | DS    | Dario Mariuzzo  |  |  |  |
|  | Italia (bandiera) | DS    | Stefano Zanatta |  |  |  |
|  | Italia (bandiera) | DS    | Mario Scirea    |  |  |  |
|  | Italia (bandiera) | DS    | Paolo Slongo    |  |  |  |

### Rosa
|  | Naz.                   |  | Sportivo             | Anno |  |  |
|  | ---------------------- |  | -------------------- | ---- |  |  |
|  | Italia (bandiera)      |  | Valerio Agnoli       | 1985 |  |  |
|  | Svizzera (bandiera)    |  | Michael Albasini     | 1980 |  |  |
|  | Italia (bandiera)      |  | Ivan Basso           | 1977 |  |  |
|  | Spagna (bandiera)      |  | Manuel Beltrán       | 1971 |  |  |
|  | Italia (bandiera)      |  | Daniele Bennati      | 1980 |  |  |
|  | Italia (bandiera)      |  | Leonardo Bertagnolli | 1978 |  |  |
|  | Polonia (bandiera)     |  | Maciej Bodnar        | 1985 |  |  |
|  | Finlandia (bandiera)   |  | Kjell Carlström      | 1976 |  |  |
|  | Italia (bandiera)      |  | Dario Cataldo        | 1985 |  |  |
|  | Italia (bandiera)      |  | Francesco Chicchi    | 1980 |  |  |
|  | Italia (bandiera)      |  | Claudio Corioni      | 1982 |  |  |
|  | Italia (bandiera)      |  | Alberto Curtolo      | 1984 |  |  |
|  | Italia (bandiera)      |  | Mauro Da Dalto       | 1981 |  |  |
|  | Brasile (bandiera)     |  | Murilo Fischer       | 1979 |  |  |
|  | Italia (bandiera)      |  | Enrico Franzoi       | 1982 |  |  |
|  | Rep. Ceca (bandiera)   |  | Roman Kreuziger      | 1986 |  |  |
|  | Bielorussia (bandiera) |  | Aljaksandr Kučynski  | 1979 |  |  |
|  | Croazia (bandiera)     |  | Vladimir Miholjević  | 1974 |  |  |
|  | Slovenia (bandiera)    |  | Matej Mugerli        | 1981 |  |  |
|  | Italia (bandiera)      |  | Vincenzo Nibali      | 1984 |  |  |
|  | Italia (bandiera)      |  | Andrea Noè           | 1969 |  |  |
|  | Italia (bandiera)      |  | Franco Pellizotti    | 1978 |  |  |
|  | Italia (bandiera)      |  | Roberto Petito       | 1971 |  |  |
|  | Italia (bandiera)      |  | Filippo Pozzato      | 1981 |  |  |
|  | Italia (bandiera)      |  | Manuel Quinziato     | 1979 |  |  |
|  | Italia (bandiera)      |  | Ivan Santaromita     | 1984 |  |  |
|  | Slovenia (bandiera)    |  | Gorazd Štangelj      | 1973 |  |  |
|  | Stati Uniti (bandiera) |  | Guido Trenti         | 1972 |  |  |
|  | Italia (bandiera)      |  | Alessandro Vanotti   | 1980 |  |  |
|  | Regno Unito (bandiera) |  | Charles Wegelius     | 1978 |  |  |
|  | Belgio (bandiera)      |  | Frederik Willems     | 1979 |  |  |

## Ciclomercato
| Valerio Agnoli   | Aurum Hotels |
| Ivan Basso       | -            |
| Daniele Bennati  | Lampre       |
| Maciej Bodnar    | Team Moser   |
| Claudio Corioni  | Lampre       |
| Alberto Curtolo  | neo pro      |
| Enrico Franzoi   | Lampre       |
| Ivan Santaromita | Lampre       |
| Gorazd Štangelj  | Lampre       |

| Magnus Bäckstedt       | Team Slipstream |
| Patrick Calcagni       | Barloworld      |
| Eros Capecchi          | Saunier Duval   |
| Danilo Di Luca         | LPR Brakes      |
| Francesco Failli       | Acqua & Sapone  |
| Enrico Gasparotto      | Barloworld      |
| Luca Paolini           | Acqua & Sapone  |
| Alessandro Spezialetti | LPR Brakes      |

## Palmarès

### Corse a tappe
- Giro d'Italia

3ª tappa (Daniele Bennati)
9ª tappa (Daniele Bennati)
12ª tappa (Daniele Bennati)
16ª tappa (Franco Pellizotti)
Classifica a punti (Daniele Bennati)
- Paris-Nice

3ª tappa (Kjell Carlström)
- Vuelta a España

1ª tappa (cronosquadre)
4ª tappa (Daniele Bennati)
- Tour de Romandie

5ª tappa (Daniele Bennati)
Classifica a punti (Daniele Bennati)
- Volta a Catalunya

5ª tappa (Francesco Chicchi)
- Tour de Suisse

8ª tappa (Roman Kreuziger)
Classifica generale (Roman Kreuziger)
- Eneco Tour

3ª tappa (Daniele Bennati)
- Deutschland Tour

3ª tappa (Leonardo Bertagnolli)
- Giro della Provincia di Grosseto

1ª tappa (Filippo Pozzato)
Classifica generale (Filippo Pozzato)
- Tirreno-Adriatico

7ª tappa (Francesco Chicchi)
- Settimana Internazionale di Coppi e Bartali

1ª tappa, 1ª semitappa (Francesco Chicchi)
1ª tappa, 2ª semitappa (cronosquadre)
4ª tappa (Francesco Chicchi)
- Giro del Trentino

4ª tappa (Vincenzo Nibali)
Classifica generale (Vincenzo Nibali)
- Tour de Luxembourg

3ª tappa (Michael Albasini)
- Giro di Slovenia

4ª tappa (Francesco Chicchi)
- Tour of Missouri

7ª tappa (Francesco Chicchi)

### Corse in linea
- Gran Premio Città di Camaiore (Leonardo Bertagnolli)
- Trofeo Melinda (Leonardo Bertagnolli)
- Giro del Piemonte (Daniele Bennati)
- Super Challenge Series 1 (Manuel Quinziato)
- Super Challenge Series 2 (Leonardo Bertagnolli)
- Super Challenge Series 5 (Manuel Quinziato)

## Classifiche UCI

### Calendario mondiale UCI
Individuale
Piazzamenti dei corridori della Liquigas nella classifica individuale del UCI ProTour 2008.
| Pos. | Ciclista             | Punti |
| ---- | -------------------- | ----- |
| 4    | Roman Kreuziger      | 94    |
| 21   | Franco Pellizotti    | 51    |
| 54   | Murilo Fischer       | 22    |
| 60   | Filippo Pozzato      | 20    |
| 63   | Kjell Carlström      | 20    |
| 73   | Daniele Bennati      | 12    |
| 81   | Andrea Noè           | 10    |
| 100  | Leonardo Bertagnolli | 4     |
| 106  | Michael Albasini     | 3     |
| 117  | Francesco Chicchi    | 3     |
| 134  | Alberto Curtolo      | 2     |
| 151  | Mauro Da Dalto       | 1     |

Squadra
La Liquigas chiuse in quarta posizione con 178 punti.